# Барсов, Александр Андреевич
Алекса́ндр Андре́евич Ба́рсов (1823—1908) — русский генерал, участник русско-турецкой войны 1877—1878 гг.

## Биография
Александр Андреевич Барсов родился 10 января 1823 года, воспитывался в 1-м кадетском корпусе, 2 августа 1843 года выпущен прапорщиком в 20-ю артиллерийскую бригаду.
Со своей бригадой Барсов в 1840—1850-х годах участвовал в многочисленных кавказских кампаниях, в 1850 году был награждён орденом св. Анны 4-й степени. Также за боевые отличия получил чины подпоручика (22 января 1848 года), поручика (3 июля 1849 года) и штабс-капитана (13 июля 1851 года).
Во время Крымской войны Барсов сражался с турками на азиатском её театре. За отличия 24 июля 1854 года был произведён в капитаны. Также за эту кампанию он получил орден св. Анны 3-й степени (в 1855 году).

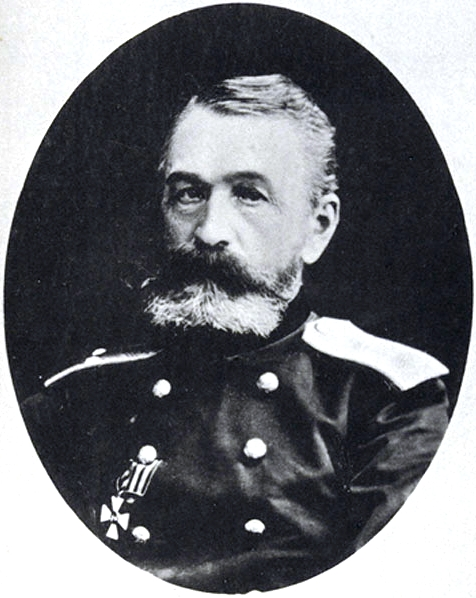
А. А. Барсов, 1843

После Восточной войны, продолжая службу в Кавказских войсках, Барсов постоянно находился в походах против горцев, за отличия в 1858 году был награждён орденом св. Станислава 2-й степени (императорская корона к этому ордену пожалована в 1861 году). 28 августа 1858 года произведён в подполковники и 22 августа 1864 года — в полковники.
6 августа 1865 года Барсов получил в командование 19-ю артиллерийскую бригаду, в 1868 году получил орден св. Владимира 4-й степени за беспорочную выслугу 25 лет в офицерских чинах и орден св. Анны 2-й степени (императорская корона к этому ордену пожалована в 1871 году). 1 июля 1874 года произведён в генерал-майоры.
В русско-турецкую войну 1877—1878 годов Барсов стоял во главе артиллерии Эриванского отряда генерала Тергукасова, деятельно участвуя в боевых действиях. 26 декабря 1877 года он получил орден св. Георгия 4-й степени:
В воздаяние за отличия, оказанные: 4 Июня при атаке сильно укрепленной позиции в горах Драм-дага, 9 Июня, при защите наших позиций в горах Даяр-дага и 28 Июня 1877 года при атаке и занятии г. Баязета.
Среди прочих наград за эту войну Барсов имел золотую саблю с надписью «За храбрость» (1878 год) и ордена св. Владимира 3-й степени с мечами (1877 год), св. Станислава 1-й степени с мечами (1878 год), св. Анны 1-й степени с мечами (1878 год).
Занимая потом должности начальника артиллерии 9-го армейского корпуса (с 6 ноября 1877 года по 28 марта 1878 года и с 28 августа 1889 года по 28 сентября 1892 года) и 12-го армейского корпуса (с 28 марта 1879 года по 28 августа 1889 года) и командира 9-го армейского корпуса (с 28 сентября 1892 года по 6 декабря 1896 года), Барсов в 1882 году был удостоен ордена св. Владимира 2-й степени, а 15 мая 1883 года был произведён в генерал-лейтенанты, в 1886 году удостоен ордена Белого орла.
6 декабря 1893 года Барсов был назначен на пост товарища генерал-фельдцейхмейстера, который и занимал до 19 июня 1899 года, когда был назначен членом Военного совета. В 1895 году награждён орденом св. Александра Невского (алмазные знаки к этому ордену даны в 1901 году). 14 мая 1896 года произведён в генералы от артиллерии.
Умер 27 марта 1908 года.